# マルセル・ブルーノ・ジャンスール

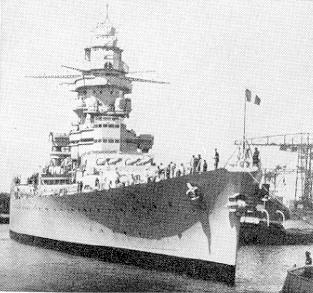
ジャンスール提督が乗艦していた戦艦ストラスブール。

マルセル・ブルーノ・ジャンスール（Marcel-Bruno Gensoul、1880年10月12日 - 1973年12月30日）は、フランスの海軍軍人。階級は大将。1940年6月22日に休戦するまでブレストを拠点とする襲撃部隊を指揮した。その後、部隊はフランス領北アフリカのメルス・エル・ケビールに移された。
ジャンスールはその後、イギリスのジェームズ・サマヴィル提督との交渉に関与したが合意点には至らず、砲撃に踏みきられ、1940年3月にはメルセルケビール海戦を引き起こす事態になってしまった。ジャンスールはこのことについて一切言及することはなかった。